# Jolien Boumkwo
Jolien Maliga Boumkwo (Gent, 27 augustus 1993) is een Belgische atlete, gespecialiseerd in het hamerslingeren en het kogelstoten. Ze veroverde 23 Belgische titels.

## Loopbaan
Boumkwo werd in 2011 voor het eerst Belgisch indoorkampioene kogelstoten. Het jaar nadien verbeterde ze het Belgisch record hamerslingeren naar 58,47 m. Ze veroverde ook op dit nummer een eerste Belgische titel met een Belgisch record. Ze nam op het kogelstoten deel aan wereldkampioenschappen U20 in Barcelona. Ze werd tiende in de finale.
In 2015 nam Boumkwo deel aan de Europese kampioenschappen U23 in Tallinn. In het kogelstoten werd ze zesde in de finale en in het hamerslingeren werd ze met een veertiende plaats uitgeschakeld in de kwalificaties. Het jaar nadien verbeterde ze in juni het Belgisch record kogelstoten naar 17,09 m en wist ze zich daarmee te plaatsen voor de Europese kampioenschappen in Amsterdam. Een week later verbeterde ze tijdens de Belgische kampioenschappen ook haar eigen record hamerslingeren naar 67,30 m. Op deze EK werd ze uitgeschakeld in de kwalificaties.
Na 2017 stopte Boumkwo een eerste keer met atletiek. Na een nieuwe indoortitel kogelstoten in 2019 stapte ze enkele jaren uit de atletiek. In haar comebackjaar 2022 werd ze opnieuw Belgisch indoorkampioene kogelstoten. Ook outdoor werd ze opnieuw Belgisch kampioene. In het voorjaar van 2023 verbeterde ze tot driemaal toe het Belgisch indoorrecord kogelstoten. Tijdens de Belgische indoorkampioenschappen kwam ze tot 17,87 m.
Tijdens de Europese Spelen van 2023 in Polen verscheen Boumkwo in meerdere internationale media, nadat ze de 100 m horden had overgenomen van een geblesseerde Anne Zagré, zodat het Belgisch team toch nog punten kon scoren in deze discipline. Ze jogde de wedstrijd rustig uit in een tijd van 32,18 seconden.
Boumkwo was aangesloten bij Racing Gent. Na een pauze van twee jaar sloot ze zich aan bij Vilvoorde Atletiek Club. 
Boumkwo studeerde handelswetenschappen aan de Universiteit Gent. In 2020 deed ze mee aan de Vlaamse editie van First Dates. Haar zus Sara is beeldend kunstenaar.

## Belgische kampioenschappen
Outdoor
| Onderdeel      | Jaar                                    |
| -------------- | --------------------------------------- |
| kogelstoten    | 2013, 2014, 2015, 2016, 2017 2022, 2023 |
| hamerslingeren | 2012, 2013, 2014, 2015, 2016 2017       |

Indoor
| Onderdeel   | Jaar                                                      |
| ----------- | --------------------------------------------------------- |
| kogelstoten | 2011, 2013, 2014, 2015, 2016 2017, 2019, 2022, 2023, 2024 |

## Persoonlijke records
Outdoor
| Onderdeel      | Prestatie       | Datum        | Plaats            |
| -------------- | --------------- | ------------ | ----------------- |
| hamerslingeren | 67,30 m (ex-NR) | 26 juni 2016 | Nijvel            |
| kogelstoten    | 17,29 m (NR)    | 25 mei 2024  | Halle (Duitsland) |

Indoor
| Onderdeel   | Prestatie    | Datum            | Plaats |
| ----------- | ------------ | ---------------- | ------ |
| kogelstoten | 17,87 m (NR) | 19 februari 2023 | Gent   |

## Palmares

### kogelstoten
- 2010:  BK indoor AC - 13,59 m
- 2011:  BK indoor AC - 14,51 m
- 2012:  BK indoor AC - 14,83 m
- 2012: 10e WK junioren - 15,31 m (in kwal. 15,38 m)
- 2013:  BK indoor AC - 14,69 m
- 2013:  BK AC - 14,74 m
- 2014:  BK indoor AC - 15,16 m
- 2014:  Franse kamp. - 15,84 m
- 2014:  BK AC - 16,05 m
- 2015:  BK indoor AC - 15,11 m
- 2015: 6e EK U23 in Talinn - 16,47 m
- 2015:  BK AC - 15,11 m
- 2016:  BK indoor AC – 15,62 m
- 2016:  BK AC - 16,54 m
- 2016: 14e in kwal. EK in Amsterdam - 16,66 m
- 2017:  BK indoor AC – 15,56 m
- 2017:  BK AC - 15,50 m
- 2019:  BK indoor AC – 14,99 m
- 2022:  BK indoor AC – 16,21 m
- 2022:  BK AC - 16,08 m
- 2023:  BK indoor AC – 17,87 m (NR)
- 2023: 15e in kwal. EK indoor – 16,18 m
- 2023:  BK AC - 16,53 m
- 2024:  BK indoor AC - 16,97 m
- 2024:  BK AC - 15,79 m
- 2025:  BK indoor AC – 15,60 m

### hamerslingeren
- 2012:  BK AC - 58,67 m (NR)
- 2013:  BK AC - 57,29 m
- 2014:  BK AC - 66,92 m (NR)
- 2015: 14e in kwal. EK U23 in Tallinn - 63,24 m
- 2015:  BK AC - 60,54 m
- 2016:  BK AC - 67,30 m (NR)
- 2017:  BK AC - 63,75 m
- 2023:  BK AC - 63,25 m